# ザ・ブリッジ (スティングのアルバム)
『ザ・ブリッジ』（The Bridge）は、イギリスのミュージシャン、スティングが2021年に発表した、ソロ名義では15作目のスタジオ・アルバム。

## 背景
純粋な意味での新作ソロ・アルバムとしては『ニューヨーク9番街57丁目』（2016年）以来5年ぶりとなる。ただし、スティングはその間に、シャギーとのコラボレーション・アルバム『44/876』（2018年）、セルフ・カヴァー・アルバム『マイ・ソングス』（2019年）といった新録のアルバムもリリースしており、シャギーは本作収録曲「イフ・イッツ・ラヴ」にも手拍子で参加した。
本作は新型コロナウイルスのパンデミックの間に作られた新曲から成り、スティングは本作のタイトルに関して「このパンデミックと時代の間に挟まれ、政治的にも社会的にも心理的にも、僕らは、何かの真ん中で立ち往生している。架け橋が必要なんだ」と説明している。本作のレコーディングの多くはリモートで行われ、イギリス、イタリア、フランス、アメリカ、バハマといった5か国のスタジオが使用された。なお、スティングは本作のライナーノーツにおいて、ビリー・ジョエルのアルバム『ザ・ブリッジ』（1986年）や、イアン・バンクスの小説『The Bridge』（1986年）といった同名の作品に賛辞を寄せている。
収録曲「ザ・ブック・オブ・ナンバーズ」はロバート・オッペンハイマーを題材とした曲で、旧約聖書の『民数記』についても言及されている。「ハーモニー・ロード」は、本作にも参加したドミニク・ミラーのアルバム『アブサン』（2019年）収録曲「Étude」を元にして作られ、タイトルはスティングが敬愛するジャック・ブルースのアルバム『ハーモニー・ロウ』（1971年）にインスパイアされた。「ザ・ブリッジ」はイギリス民謡「ウォーター・オブ・タイン」（スティングによる録音は、本作のデラックス・エディション盤および日本盤のボーナス・トラックとして収録）にインスパイアされて作られた曲で、スティングとミラーの2人だけで録音された。
ボーナス・トラックの「キャプテン・ベイトマンズ・ベースメント」は、「キャプテン・ベイトマン」におけるマヌ・カチェのドラム・トラックに、ボーカルとベースを即興で乗せた曲である。「ドック・オブ・ベイ」はオーティス・レディングのカヴァーで、スティングはこの曲に関して、極めて悲しい曲でありながら、メジャー・コードだけで構成されていることを指摘している。日本盤ボーナス・トラック「孤独のニューヨーク」（ハリー・ニルソンのカヴァー）は、元々はグリフィン・ダン制作のパンデミックを題材とした短編映画のために録音された。

## リリース
2021年9月1日、スティングは本作のリリースを発表するとともに、第1弾シングル「イフ・イッツ・ラヴ」のミュージック・ビデオを公開した。また、9月30日には第2弾シングル「ラッシング・ウォーター」のミュージック・ビデオが公開された。

## 反響
ドイツでは2021年11月26日付のアルバム・チャートで初登場5位となり、合計13週トップ100入りした。スイスでも同年11月28日付のアルバム・チャートで初登場5位となり、合計12週トップ100入りした。全英アルバムチャートでは5週トップ100入りし、最高27位を記録した。一方、アメリカではセールス的に大きな成功を収められず、2021年12月4日付のBillboard 200で101位を記録するが、翌週にはトップ200圏外に落ちた。

## 評価
Stephen Thomas Erlewineはオールミュージックにおいて5点満点中3.5点を付け「彼は幸い、ストレートなポップ・ソングによるアルバムとしては前作に当たる『ニューヨーク9番街57丁目』を特徴づけていた、鮮明なメロディの感覚を保っている」と評している。また、Michael GallucciはUltimate Classic Rockにおいて「フォーク、クラシック、ジャズ、ワールドミュージックなど、大陸もジャンルも幅広く跨いでいる」「スティングが長年にわたり発表してきた作品の中でも、過剰に作り込まれた感じがなく、特に満足できる」と評している。

## 収録曲
特記なき楽曲はスティング作。
1. ラッシング・ウォーター - "Rushing Water" (Sting, Gavin Brown, Martin Kierszenbaum) - 3:17
2. イフ・イッツ・ラヴ - "If It’s Love" - 3:14
3. ザ・ブック・オブ・ナンバーズ - "The Book of Numbers" (Sting, Dominic Miller) - 3:18
4. ラヴィング・ユー - "Loving You" (Sting, Maya Jane Coles) - 4:24
5. ハーモニー・ロード - "Harmony Road" (Sting, D. Miller) - 3:18
6. フォー・ハー・ラヴ - "For Her Love" (Sting, M. Kierszenbaum) - 3:45
7. ザ・ヒルズ・オン・ザ・ボーダー - "The Hills on the Border" - 4:16
8. キャプテン・ベイトマン - "Captain Bateman" - 4:14
9. ザ・ベルズ・オブ・セント・トマス (Sting, D. Miller) - "The Bells of St. Thomas" - 4:08
10. ザ・ブリッジ - "The Bridge" - 2:33

### ボーナス・トラック
下記トラック・リストは日本盤CD (UICY-16021)に準拠。ヨーロッパおよびアメリカで発売されたデラックス・エディション盤には11. - 13.が収録されている。
1. ウォーター・オブ・タイン - "Waters of Tyne" (Traditional) - 2:10
2. キャプテン・ベイトマンズ・ベースメント - "Captain Bateman's Basement" - 3:41
3. ドック・オブ・ベイ - "(Sittin' on) The Dock of the Bay" (Otis Redding, Steve Cropper) - 2:54
4. 孤独のニューヨーク - "I Guess the Lord Must Be in New York City" (Harry Nilsson) - 2:18

### 限定盤(UICY-79755)ボーナスDVD
1. インタビュー&トラック・バイ・トラック - "Interview & Track by Track"
2. ラッシング・ウォーター（ミュージック・ビデオ） - "Rushing Water (Official Music Video)"
3. イフ・イッツ・ラヴ（ミュージック・ビデオ） - "If It's Love (Official Music Video)"
4. イフ・イッツ・ラヴ（アニメーション・ビデオ） - "If It's Love (Animated Music Video)"

## 参加ミュージシャン
- スティング - ボーカル、ベース、フレットレスベース、ダブルベース、ピアノ、キーボード、シンセサイザー、ギター、フレットレスギター、手拍子
- マーティン・キーゼンバウム（英語版） - ギター、ピアノ、オルガン、キーボード、シンセサイザー、ドラム・プログラミング、パーカッション、手拍子
- フレッド・ルノダン - シンセサイザー(on #1, #7, #9)
- マヤ・ジェーン・コールズ（英語版） - シンセサイザー、ドラム・プログラミング(on #4)
- トニー・レイク - シンセサイザー(on #9)
- ドミニク・ミラー - ギター(on #1, #2, #3, #5, #6, #7, #8, #9, #10)、パーカッション(on #6)
- ギャヴィン・ブラウン - ギター(on #1)
- ジョシュ・フリース（英語版） - ドラムス(on #1, #2, #5)
- マヌ・カチェ - ドラムス(on #8, #9, #12)
- ドーナル・ホジソン - パーカッション(on #2)、ドラム・プログラミング(on #3, #7, #8, #14)
- ブランフォード・マルサリス - サクソフォーン(on #5)
- ピーター・ティッケル - フィドル(on #7, #8)
- ジュリアン・サットン - メロディオン(on #7)
- Il Palagio Bells - ベル(on #9)
- ジーン・ノーブル - バッキング・ボーカル(on #1, #2, #3, #4, #6)
- メリッサ・ミュジーク - バッキング・ボーカル(on #2, #3, #4, #6)
- ジョー・ローリー - バッキング・ボーカル(on #6, #8)
- ライラ・ビアリ（英語版） - バッキング・ボーカル(on #8)
- シャギー - 手拍子(on #2)